# 查理·麥克唐納
查爾斯·約瑟夫·麥克唐納（英語：Charles Joseph McDonnell，1990年10月1日—）是來自英格蘭巴斯的Vlogger兼音樂家，他的YouTube頻道「charlieissocoollike」在英國最多人訂閱。2011年6月15日，他的頻道被YouTube放置在首頁，帶來100萬名訂閱者。

## 早年生活及背景
麥克唐納在薩默塞特郡巴斯出生，並跟他的兄弟姊妹一起長大。他在Beechen Cliff School，一所在巴斯的基金會學校讀書。

## YouTube
自從2007年4月，麥克唐納在影片網站YouTube設立他的帳號「charlieissocoollike」後，他開始上傳影片日誌給少數人看。他由他的影片《如何在YouTube上成為焦點》在YouTube的英國首頁上出現而名聲大噪，他的觀眾在兩日內由少於150名升至超過4000名訂閱者。